# Рорі Макканн
Рорі Макканн (англ. Rory McCann; нар. 24 квітня 1969, Глазго, Велика Британія) — шотландський актор та музикант, найвідоміший своєю роллю Сандора Клігейна у телесеріалі «Гра престолів».

## Ранні роки
Народився 1969 року у місті Глазго. Перед тим, як стати актором захоплювався живописом та був художником, навчаючись при цьому у Шотландській школі лісового господарства біля Інвернесса. Він також працював на фарбуванні Мосту Форт-Роуд, ландшафтним садівником та тесляром. Почав вчитися акторській майстерності 1998 року у Роберта Парсифала Фінча у Акторській майстерні Глазго. 

## Кар'єра
Вперше спробував зніматися у кіно 1988 року у фільмі «Віллоу», однак був звільнений через те, що постійно сміявся на дублях. Згодом знявся в рекламі Scott's Porage Oats. Першою великою роллю була робота у телесеріалі «Книжкова група», де зіграв тренера з інвалідністю.
Після цього зіграв детектива Стюарта Брауна у «Великій грі», Петра I у «Петро в раю» та Сема у «Молодому Адамі». 
У Голлівуді дебютував 2004 року у стрічці «Александр». 2007 року знявся у «Крутих фараонах», 2008 зіграв Мобі у фільмі «Команда» та Аттілу в документальному серіалі BBC «Герої та вигнанці». 
З 2011 по 2019 рік знімався у телесеріалі «Гра престолів», де виконав роль Сандора Клігейна.

## Особисте життя
Зріст актора — 198 см. Відомий своєю прихильністю до аскетичного способу життя. Часто живе на човнах, без сучасних зручностей.
Був фронтменом музичного гурту Thundersoup. Грає на фортепіано, гітараі, банджо та мандоліні.

## Фільмографія
| Рік       |    | Українська назва            | Оригінальна назва          | Роль                                |
| --------- | -- | --------------------------- | -------------------------- | ----------------------------------- |
| 2002—2003 | с  | Книжкова груп               | The Book Group             | Кенні Маклеод (12 епізодів)         |
| 2003      | с  | Велика гра                  | State of Play              | детектив Стюарт Браун (Епізод #1.1) |
| 2003      | тф | Петро в раю                 | Peter in Paradise          | Петро I                             |
| 2003      | ф  | Молодий Адам                | Young Adam                 | Сем                                 |
| 2004      | ф  | Александр                   | Alexander                  | Кратер                              |
| 2005      | ф  | Беовульф та Грендель        | Beowulf & Grendel          | Брека                               |
| 2006      | с  | Безсоромні                  | Shameless                  | отець Крайтон (2 епізоди)           |
| 2007      | ф  | Круті фараони               | Hot Fuzz                   | Майкл Армстронг                     |
| 2008      | ф  |                             | The Crew                   | Мобі                                |
| 2008      | с  |                             | Heroes and Villains        | Аттіла (Епізод "Attila the Hun")    |
| 2009      | ф  | Соломон Кейн                | Solomon Kane               | Макнесс                             |
| 2010      | ф  | Битва титанів               | Clash of the Titans        | Бело                                |
| 2011      | ф  | Час відьом                  | Season of the Witch        | солдатський командир                |
| 2011—2019 | с  | Гра престолів               | Game of Thrones            | Сандор Клігейн (38 епізодів)        |
| 2015      | ф  |                             | Slow West                  | Джон Росс                           |
| 2015      | с  | Вигнанці                    | Banished                   | Марстон (4 епізоди)                 |
| 2017      | ф  | Три ікси: Реактивізація     | XXX: Return of Xander Cage | Теннісон                            |
| 2019      | ф  | Джуманджі: Наступний рівень | Jumanji: The Next Level    | Юрген Жорстокий                     |
| 2022      | мс | Легенда про Vox Machina     | The Legend of Vox Machina  | герцог Ведмір (3 епізоди)           |
| 2022—2024 | мс | Трансформери: Земна Іскра   | Transformers: Earthspark   | Меґатрон (20 епізодів)              |
| 2023      | ф  |                             | Jackdaw                    | Армстронг                           |
| 2024      | ф  | Прокляті                    | The Damned                 | Рагнар                              |
| 2024      | с  | Наклз                       | Knuckles                   | The Buyer (3 епізоди)               |
| 2024      | ф  | Гладіатор 2                 | Gladiator II               | Теґула                              |
| 2026      | с  | Асока                       | Ahsoka                     | Байлан Сколл (2-й сезон)            |